# Дружная Горка (Ленинградская область)
Дру́жная Го́рка — посёлок городского типа в Гатчинском муниципальном округе, бывший административный центр Дружногорского городского поселения.

## История
Посёлок возник в начале XIX века вблизи стекольного завода  «Дружная Горка», основанного (в справочнике «Альбом участников Всеросийской промышленной выставки в Нижнем Новгороде в 1896 году» дата основания указана  — 1800 год) немецкими предпринимателями Ритингами (глава семейства — Иоганн Фридрих Ритинг (1781—1822). Завод располагался в селе Спасское Орлинской мызы (современный посёлок Дружная Горка), где было достаточно белого песка и торфа, необходимых для производства.

Дружносельской стекольный заводъ въ деревянныхъ строеніяхъ. Василію Ритингу, Санктпетербургскому купцу. (1838 год)

В 1825 году завод унаследовал старший сын Ритинга — Иоаким Генрих (Ефим), в 1855 году управление перешло в руки старшего внука Риттинга — Иоанна-Карла или Ивана Ефимовича, как называли его на русский манер, который управлял заводом вплоть до 1918 года.
Согласно материалам по статистике народного хозяйства Царскосельского уезда 1888 года имение Дружногорский стеклянный завод площадью 407 десятин принадлежало потомственному почётному гражданину И. Е. Ритингу, оно было приобретено в 1879 году за 28 960 рублей. На заводе работало 186 человек.
Согласно карте Ф. Ф. Шуберта в 1844 году деревня называлась Стеклянная Дружногорка.

ДРУЖНАЯ ГОРКА — деревня владельческая при колодце, число дворов — 1, число жителей: 66 м. п., 39 ж. п.; Завод стекольный. (1862 год)

Деревню при стеклянном заводе за исключением девяти православных жителей населяли немцы, тем не менее под попечительством Ивана Ефимовича Ритинга (1835—1924) в ней работала православная церковно-приходская школа.
Местная немецко-финская лютеранская община была филиальной от прихода Коприна, в 1876 году был устроен школьно-молитвенный дом (закрыт в 1925 году).
В конце XIX — начале XX века деревня административно относилась к Рождественской волости 2-го стана Царскосельского уезда Санкт-Петербургской губернии. 
По данным «Памятной книжки Санкт-Петербургской губернии» за 1905 год имение Дружно-Горка площадью 300 десятин принадлежало потомственному почётному гражданину Ивану Ефимовичу Ритингу, кроме того «Обществу стеклянного завода Ритинга» принадлежало 45 десятин.
В 1908 году началось строительство узкоколейки от завода до торфяных болот. Узкоколейная дорога соединила стекольный завод с местом заготовки торфа в Долговской казённой даче. Проводилось освещение улиц, была построена баня и отдельные домики (на две семьи) для семейных рабочих с кухней, чердаком и хлевом. У каждой семьи был огород. Семьи управляющих проживали в отдельных домах. Холостые рабочие жили в казармах. В поселке для рабочих имелись школа, больница, театр. 
Для развлечения жителей посёлка летом приглашался профессиональный оркестр из Санкт-Петербурга, приезжали артисты. Был и свой духовой оркестр из рабочих и служащих, который выступал по выходным. В начале XX века в посёлке было проведено уличное освещение.  
В годы Первой Мировой войны при заводе работал лазарет для раненых и больных воинов. В это время завод был единственным в России, изготовляющий изделия из химического стекла и поставляющий эти изделия в военное время для нужд государственной обороны: продукция поступала на пороховые, оружейные, трубочные, патронные, металлургические заводы, и служащие и рабочие завода освобождались от призыва в армию и от мобилизации лошадей.
В феврале 1919 года завод был национализирован, передан в правительственное правление стекольных заводов промышленности Северного района и стал именоваться Государственным стекольным заводом «Дружная Горка».
И. Е. Ритинг скончался в 1924 году в своем имении, рабочие отвезли его тело в Петербург и похоронили на Волковском лютеранском кладбище.
В 1928 году на заводе «Дружная Горка» впервые в стране был налажен выпуск стеклянной ваты, рентгеновских колб, водомерных трубок, стеклянных баллонов для генераторных ламп, специального   водомерного стекла для компрессоров, которые использовались на строительстве Московского  метрополитена. По заданию правительства начат выпуск покровных стекол.
Согласно данным переписи населения СССР 1926 года в заводском посёлке Дружная Горка Орлинского сельсовета Рождественской волости Троцкого уезда проживали 1027 человек, из них 49 немцы.
Статус посёлка городского типа — с 16 мая 1927 года.

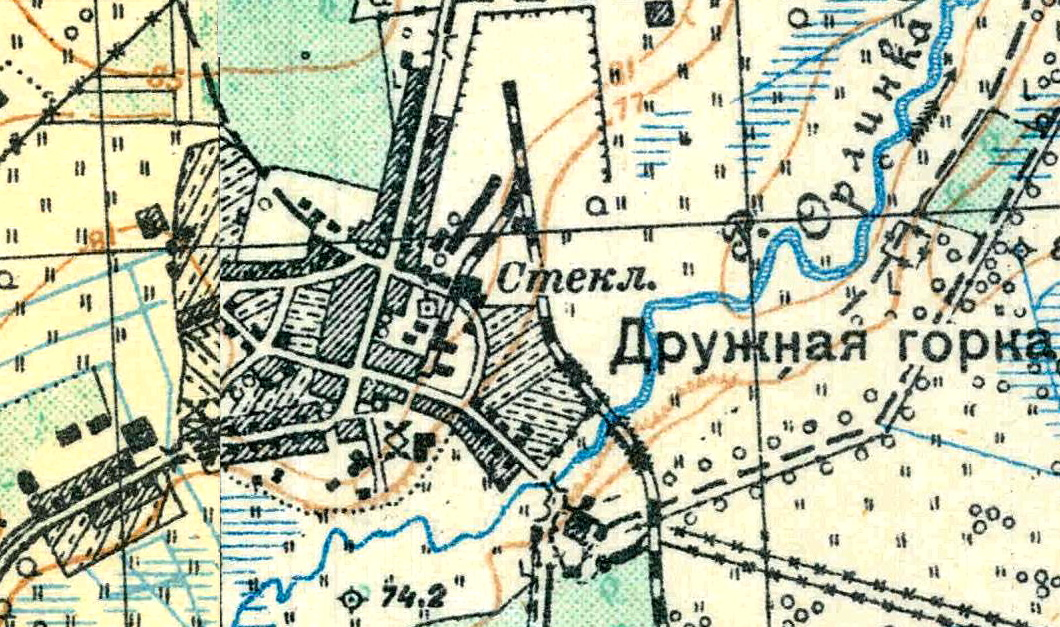
План посёлка Дружная Горка. 1931 год

На заводе впервые в СССР внедрён в стекольную промышленность победит — особо прочный материал  для обработки стекла, что позволило отказаться от дорогостоящего импорта (до 1931 года сверла  ввозились из Франции и Германии).
В 1932 году на заводе «Дружная Горка» впервые в СССР основано производство стеклянных пористых фильтров.
С началом Великой Отечественной войны на фронт отправились многие дружногорцы. Женщины и мужчины старшего возраста стали привлекаться для построения Лужского оборонительного рубежа. 10 августа 1941 года был эвакуирован первый эшелон с людьми (165 человек) и оборудованием завода в Татарскую АССР, второй эшелон эвакуировать не удалось, так как 25 августа поселок Дружная Горка был оккупирован фашистскими захватчиками.
Дружная Горка была освобождена от немецко-фашистских оккупантов 30 января 1944 года.
1 января 2006 года образовано муниципальное образование Дружногорское городское поселение, посёлок Дружная Горка стал его административным центром.

## География
Посёлок расположен в южной части района на автодороге 41К-099 (Сиверский — Куровицы).
Расстояние до районного центра — 40 км.
Через посёлок протекает река Орлинка, по южной границе посёлка протекает река Ламповка.

## Демография
| 1862  | 1920  | 1923  | 1926  | 1932  | 1933  | 1935  |
| ----- | ----- | ----- | ----- | ----- | ----- | ----- |
| 105   | ↗710  | ↗770  | ↗1027 | ↗2000 | →2000 | ↘1900 |
| 1939  | 1945  | 1949  | 1959  | 1970  | 1979  | 1989  |
| ↗2659 | ↘670  | ↗1961 | ↗3191 | ↗4245 | ↗4665 | ↘4208 |
| 1997  | 2002  | 2006  | 2009  | 2010  | 2012  | 2013  |
| ↘3800 | ↘3696 | ↘3600 | ↗3649 | ↘3463 | ↗3629 | ↗3646 |
| 2014  | 2015  | 2016  | 2017  | 2018  | 2019  | 2020  |
| ↗3650 | ↘3649 | ↘3626 | ↘3606 | ↗3607 | ↘3551 | ↘3461 |
| 2021  | 2023  | 2024  | 2025  |       |       |       |
| ↘3444 | ↘3346 | ↘3325 | ↘3313 |       |       |       |

### Национальный состав
Согласно данным Всероссийской переписи населения 2021 года в посёлке проживали 3444 человека, из них:
 русские — 2825, узбеки — 14, украинцы — 9, лезгины — 7, цыгане — 6, белорусы — 4, корейцы — 4, финны — 3, евреи — 2, молдаване — 2, осетины — 2, чуваши — 2, баркарцы — 1, грузины — 1, мордва — 1, тувинцы — 1, эстонцы — 1, другие национальности — 29 человек, остальные национальность не указали.

## Экономика
Основное предприятие Дружной Горки — завод химико-лабораторной посуды и приборов. Иван Ефимович Ритинг (1835—1924) — петербургский домовладелец (Кронверкский проспект, 79/1), выпускник Петришуле и  Императорского коммерческого училища (вып. 1853) — построил здесь первую стеклоплавильную печь. На базе стекольного завода в 1896 году он учредил акционерное общество «Общество стеклянного производства И. Ритинг для производства аптекарской, химической и хрустальной посуды». Здесь проводил свои химические опыты Д. И. Менделеев. 
В 1881 году Риттинг, уже купец первой гильдии, подал прошение Министру императорского двора о предоставлении его фирме «Риттинг и компания» право именоваться поставщиком Императорского Двора и иметь на вывеске изображение Государственного герба (торговая фирма Риттингов более 50 лет поставляла ко Двору аптечную и лабораторную посуду). 
Выпускаемая химическая, аптекарская, парфюмерная стеклянная посуда, лабораторные принадлежности и аппараты демонстрировались на всевозможных выставках. Так в 1879 году в Соляном городке в Петербурге  для этой цели был устроен павильон (архитектор В.И.Шауб). Завод имел ряд наград: за выставку при съезде Общества русских врачей в 1889 году, за Всероссийскую гигиеническую выставку в 1894 году, а также принимал участие в Нижегородской выставке в 1896 году. В 1900 году завод представлял свою продукцию на Всемирной выставке в Париже.
В 1903 году для получения дополнительных резервов топлива И. Е. Ритинг открыл торфоразработки вблизи деревни Чаща. К 1915 году стекольный завод имел собственную железную дорогу, состоявшую из двух линий, одна соединяла его со станцией Дивенская, другая шла к посёлку Чащинский Мох.

## Образование
В посёлке есть средняя общеобразовательная школа и отделение дошкольного образования:
- МБОУ Дружногорская СОШ[41]
- МБДОУ Детский сад № 37

## Достопримечательности
Сохранились старинные дома для рабочих (фрагментарно), старые заводские цеха, здание школьно-молитвенного дома.
К северо-востоку от посёлка на противоположном от деревни Кургино берегу реки Орлинки в XIX — начале XX века находилась усадьба «Красницы», принадлежавшая родителям балерины М. Ф. Кшесинской.

КРАСНИЦЫ — дача владельческая при реке Мондовке, число дворов — 1, число жителей: 2 м. п., 3 ж. п. (1862 год)

## Памятники
- Памятник И. В. Сталину. Бронзовый бюст на постаменте был открыт 21 декабря 1949 г. в заводском сквере. Демонтирован в 1956 году
- Памятник В. И. Ленину. Гранитная фигура на постаменте. Открыт 7 ноября 1970 года
- Памятник дружногорцам, погибшим в Великую Отечественную войну

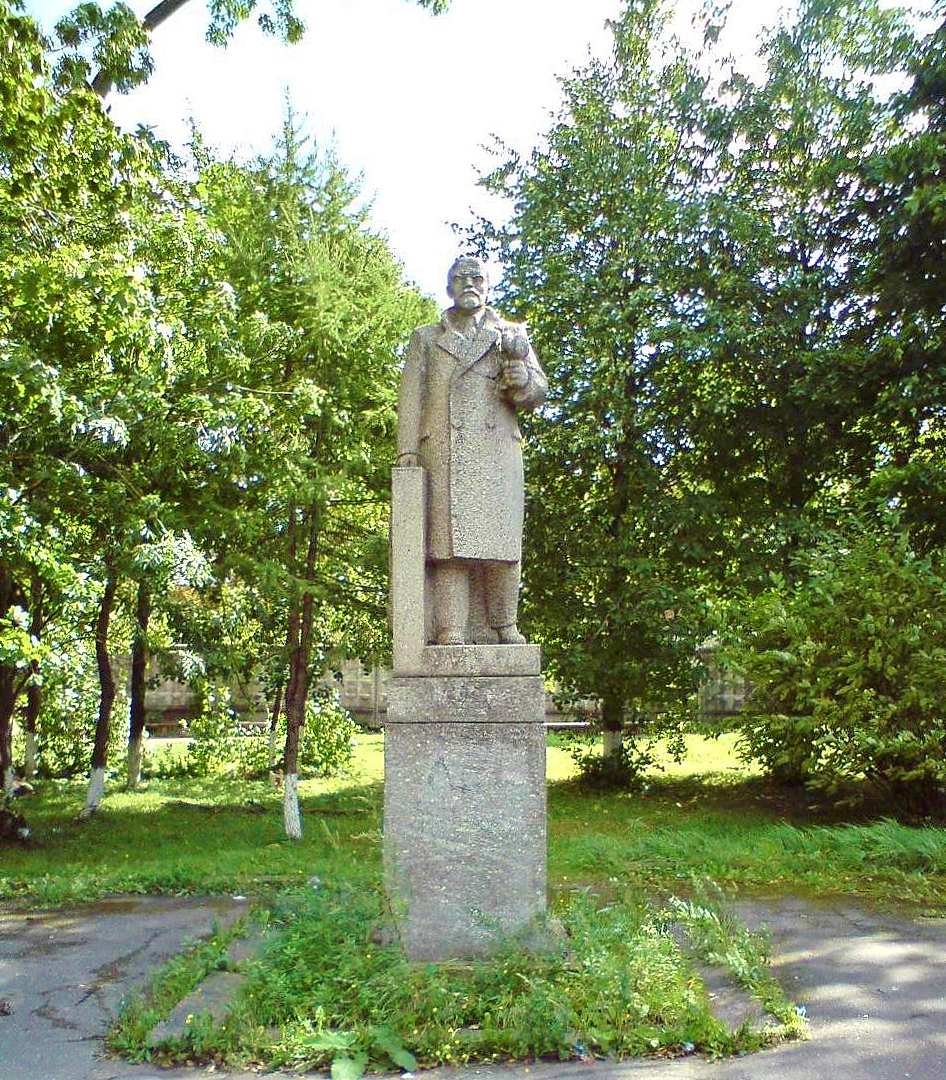
Памятник В. И. Ленину
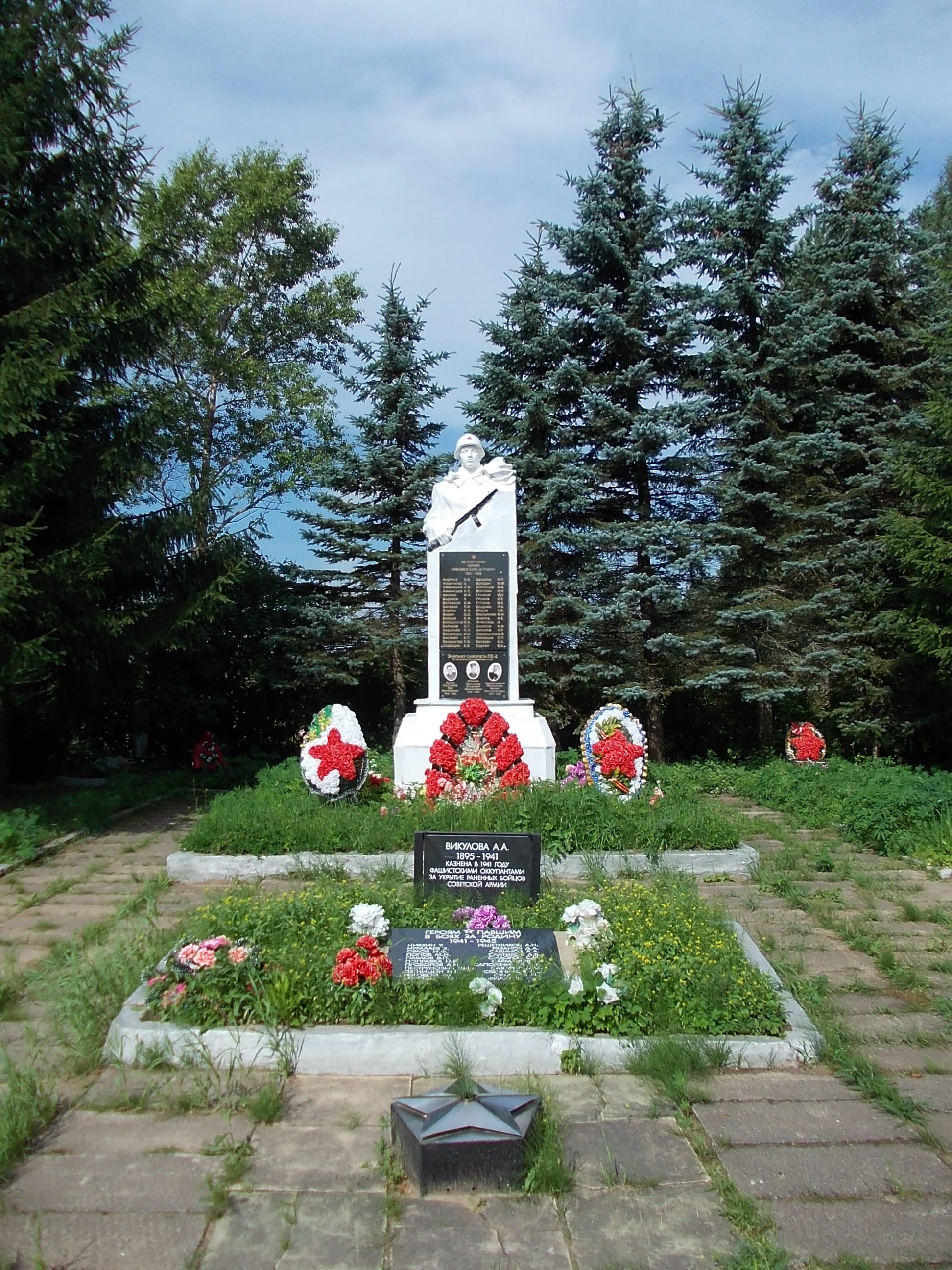
Памятник героям войны
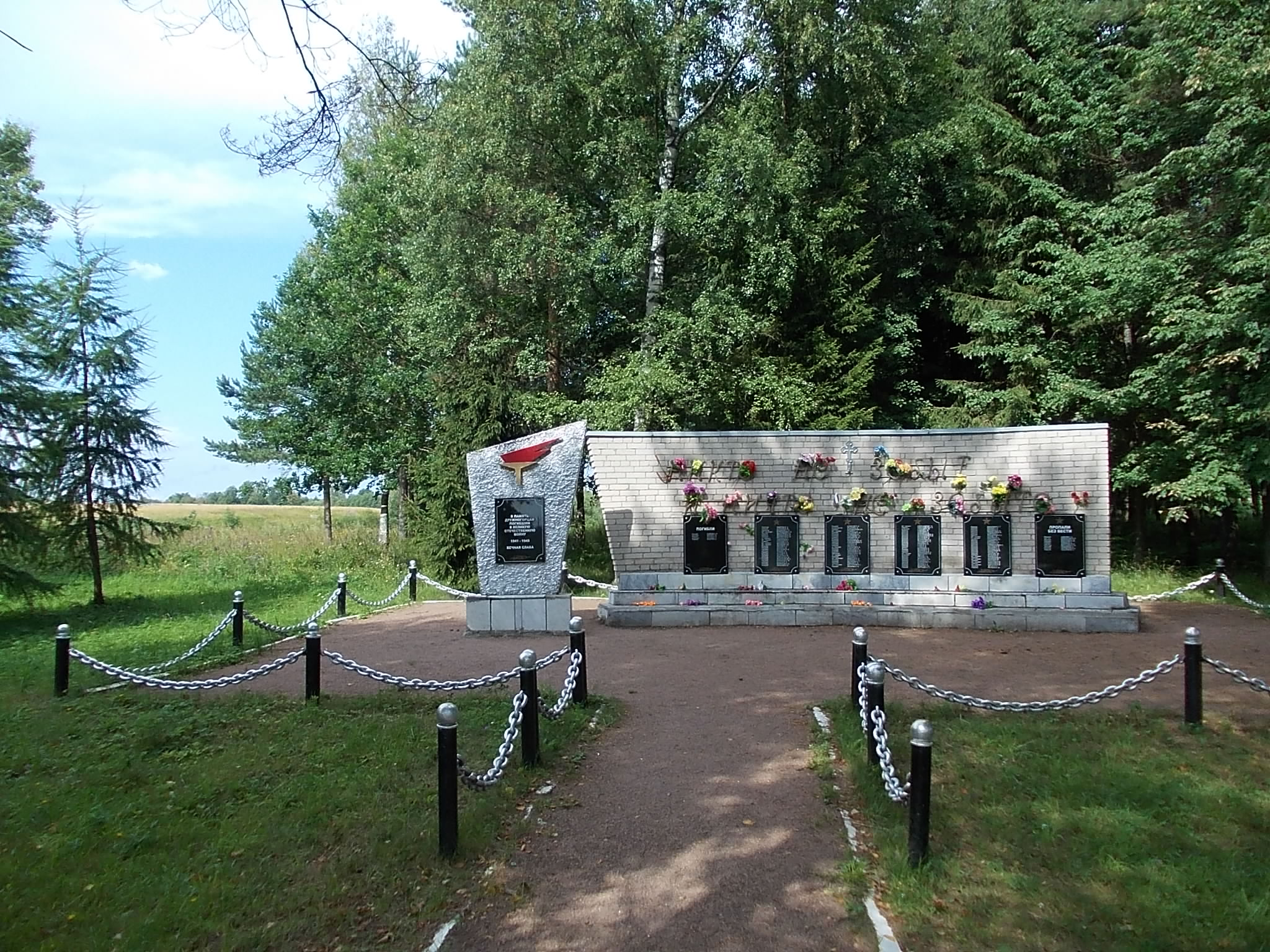
Памятник дружногорцам, погибшим в Великую Отечественную войну

## Улицы
Бобровая, Введенского, Горького, Железнодорожная, Здравомыслова, Княжеская, Красная, Красницкая, Краснофлотская, Крылова, Ленина, Лесная, Лесной проезд, Луговая, Маяковского, Мира, Пионерская, Пограничная, Пролетарская, Садовая, Советская, Трубная, Урицкого, Усадебная, Уткина, Чащинская.

## Садоводства
Дружба, Дружная Горка, Лесовод, Нева.